# Relations entre le Bangladesh et les Émirats arabes unis
Les relations entre le Bangladesh et les Émirats arabes unis sont les relations bilatérales de la république populaire du Bangladesh et des Émirats arabes unis.

## Histoire
Muhammad Imran est l'ambassadeur résident du Bangladesh aux Émirats arabes unis. En 2014, le Bangladesh a annoncé la délivrance de visas à l'arrivée pour les ressortissants des EAU. Les EAU ont cessé de délivrer des visas aux Bangladais après que ceux-ci ait voté pour Moscou comme ville hôte de l'Exposition universelle de 2020 et non pour Dubaï. C'est finalement Dubaï qui a été élue ville hôte  et a nié l'existence d'une interdiction de visa.

## Visites officielles
Bangabandhu Sheikh Mujibur Rahman a visité officiellement les Émirats arabes unis en 1974 et a tenu une réunion historique avec feu Sheikh Zayed bin Sultan Al Nahyan. En effet, l'initiative et la perspicacité de Sheikh Mujib ont permis de créer un lien d'amitié fort entre les deux pays. Le fondateur des EAU, feu Sheikh Zayed bin Sultan Al Nahyan, s'est rendu au Bangladesh en 1984 pour développer les relations bilatérales.

## Accords
Le Bangladesh et les EAU ont signé un accord de coopération culturelle en mars 1978 et un accord commercial général en 1984. Pour renforcer la coopération économique, deux accords, à savoir l'accord visant à éviter la double imposition et l'accord sur la promotion et la protection réciproque des investissements, ont été signés en janvier 2011. Le Bangladesh et les EAU ont également signé un accord sur les services aériens en octobre 2017 pour renforcer leurs relations.

## Relations économiques
En décembre 2016, on estime à sept cents mille le nombre de migrants bangladais aux Émirats arabes unis. Actuellement, les EAU sont un partenaire commercial de premier plan et une source importante d'investissements pour le Bangladesh au Moyen-Orient. Le commerce bilatéral a considérablement augmenté ces dernières années et a atteint 1,13 milliard de dollars en 2019. Les EAU ont des investissements de 2,9 milliards de dollars au Bangladesh.